# 2003 w literaturze
Wydarzenia literackie w 2003 roku.

## Wydarzenia

### Japonia
- W japońskim magazynie Zipper ukazała się ostatnia część mangi Paradise Kiss.
- W japońskim czasopiśmie Feel Young miała swoją premierę manga Suppli.

### Polska
- Od 15 do 18 maja w Pałacu Kultury i Nauki w Warszawie odbyły się 48. Międzynarodowe Targi Książki. Gościem honorowym targów była Hiszpania[1].
- Ukazał się pierwszy papierowy numer pisma literackiego Zeszyty Poetyckie.

## Proza beletrystyczna i literatura faktu

### Język angielski

#### Pierwsze wydania
- Mitch Albom – Pięć osób, które spotykamy w niebie (The Five People You Meet in Heaven)
- Dan Brown – Kod Leonarda da Vinci (The Da Vinci Code)
- Khaled Hosseini – Chłopiec z latawcem (The Kite Runner)
- P.D. James – The murder room (A.A. Knopf)[2]
- Dennis Lehane – Wyspa skazańców (Shutter Island)
- Anne Rice – Krwawy kantyk (Blood Canticle)
- Richard Morgan – Upadłe anioły (Broken Angels)
- Gregory David Roberts – Shantaram (Shantaram)[3]
- Jeff VanderMeer – Podziemia Veniss (Veniss Underground)

### Język polski

#### Pierwsze wydania
- Jan Paweł II – Tryptyk rzymski
- Krystian Bala – Amok (Wydawnictwo Croma)[4]
- Mirosław Bujko – Księga uczynków czyli Małgorzata i Mistrz (Nowy Świat)[5]
- Wojciech Cejrowski – Gringo wśród dzikich plemion (Wydawnictwo Bernardinum)[6]
- Zdzisław Domolewski – Zosia pleciona (Media Rodzina)[7]
- Jacek Dukaj – Inne pieśni (Wydawnictwo Literackie)[8]
- Jan Himilsbach – Raj na ziemi i inne historie (Wydawnictwo Vis-a-Vis/Etiuda)
- Marek Krajewski – Koniec świata w Breslau (Wydawnictwo W.A.B.)[9]
- Marek Nowakowski – Nul (Alfa)
- Iwona Surmik – Smoczy pakt (Agencja Wydawnicza Runa)[10]
- Jolanta Brach-Czaina – Błony umysłu (Wydawnictwo Sic!)[11]

#### Tłumaczenia
- Majgull Axelsson – Daleko od Niflheimu (Långt borta från Nifelheim), przeł. Halina Thylwe (Wydawnictwo W.A.B.)[12]
- Paulo Coelho –  Pielgrzym (O Diário de um Mago), przeł. Krystyna Szeżyńska-Maćkowiak (Świat Książki)[13]
- Bohumil Hrabal – Auteczko (Autíčko), przeł. Jakub Pacześniak (Społeczny Instytut Wydawniczy „Znak”)[14]
- Milena Jesenská – Ponad nasze siły. Czesi, Żydzi i Niemcy. Wybór publicystyki z lat 1937-1939, tłumaczenie Leszek Engelking, wybór Václav Burian i Leszek Engelking (Wydawnictwo Czarne)
- Michael Palmer – Siostrzyczki (The Sisterhood), przeł. Piotr Roman (Świat Książki)[15]
- Ai Yazawa – Paradise Kiss (パラダイス・キス) – Tom 1, przeł. Aleksandra Watanuki (Waneko)

### Pozostałe języki
- Paulo Coelho – Jedenaście minut (Onze Minutos)
- Jilliane Hoffman – Retribution
- Mario Vargas Llosa – Raj tuż za rogiem (El paraíso en la otra esquina)
- Mario Torcivia – Il segno di Bose
- Ai Yazawa – Paradise Kiss (パラダイス・キス) – Tom 5

## Eseje, szkice i felietony

### Język polski

#### Pierwsze wydania
- Stanisław Lem
  - Dylematy (Wydawnictwo Literackie)[16]
  - Mój pogląd na literaturę (Wydawnictwo Literackie)[17]
- Wiesław Myśliwski – Kres kultury chłopskiej (Prowincjonalna Oficyna Wydawnicza)

## Poezja

### Język polski

#### Pierwsze wydania
- Jerzy Jarniewicz – Dowód z tożsamości (Port Legnica)
- Zbigniew Jerzyna – Mówią i inne wiersze (Wydawnictwo Adam Marszałek)
- Krzysztof Siwczyk – Zdania z treścią (Port Legnica)
- Jerzy Szymik – Błękit
- Eugeniusz Tkaczyszyn-Dycki – Przyczynek do nauki o nieistnieniu (Port Legnica)

#### Tłumaczenia
- Charles Bukowski – Miłość to piekielny pies, tłumaczenie i posłowie Leszek Engelking (Noir sur Blanc)

## Prace naukowe i biografie

### Język polski

#### Pierwsze wydania
- Zofia Borzymińska, Rafał Żebrowski – Polski słownik judaistyczny. Dzieje, kultura, religia, ludzie. Tom 1 i 2
- Aleksandra Kinowska – Konceptualizacja miłości i nienawiści w powieści „Wichrowe Wzgórza” Emily Brontë i jej dwóch polskich przekładach (Universitas)
- Piotr Morciniec – Ocalić obraz człowieka. Antropologiczne podstawy moralności
- Antoni Jozafat Nowak – Homo religiosus: studium porównawczo-krytyczne
- Olga Płaszczewska – Wizja Włoch w polskiej i francuskiej literaturze okresu romantyzmu (Universitas)[18]
- Chone Szmeruk, Świat utracony: o twórczości Isaaca Bashevisa Singera (Wydawnictwo Uniwersytetu Marii Curie-Skłodowskiej)

### Pozostałe języki
- Stanislao Loffreda – Holy Land Pottery at the time of Jesus. Early Roman Period 63BC-70AD

## Zmarli
- 3 stycznia – Monique Wittig, francuska pisarka, feministka (ur. 1935)
- 7 stycznia – Helmut Zenker, austriacki poeta i pisarz (ur. 1949)
- 6 lutego – José Craveirinha, mozambicki poeta (ur. 1922)
- 7 lutego – Augusto Monterroso, gwatemalski pisarz (ur. 1921)
- 16 lutego – Aleksandar Tišma, serbski prozaik (ur. 1924)
- 20 lutego – Jan Józef Szczepański, polski pisarz, reporter i tłumacz (ur. 1919)
- 4 marca – Sébastien Japrisot, francuski pisarz (ur. 1931)
- 12 marca – Howard Fast, amerykański powieściopisarz i publicysta (ur. 1914)
- 27 marca – Paul Zindel, amerykański dramaturg, scenarzysta i powieściopisarz (ur. 1936)
- 13 kwietnia – Krystyna Strużyna, polska nowelistka (ur. 1931)
- 19 kwietnia – Václav Erben, czeski pisarz, autor kryminałów (ur. 1930)
- 23 kwietnia – Austin Wright, amerykański pisarz (ur. 1922)
- 2 maja
  - Mohammed Dib, algierski pisarz (ur. 1920)
  - Błaga Dimitrowa, bułgarska poetka i tłumaczka (ur. 1922)
- 18 maja – Alfredo Cattabiani, włoski publicysta, pisarz, wydawca (ur. 1937)
- 22 maja – Maria Danilewicz Zielińska, polska prozaiczka, krytyk literacki i bibliotekarka (ur. 1907)
- 27 maja – François Bondy, szwajcarski pisarz, dziennikarz i wydawca (ur. 1915)
- 5 czerwca – Ken Grimwood, amerykański pisarz (ur. 1944)
- 21 czerwca – Leon Uris, amerykański powieściopisarz (ur. 1924)
- 22 czerwca – Wasil Bykau, białoruski pisarz (ur. 1924)
- 3 lipca – Sat-Okh, polski pisarz (ur. 1925)
- 13 lipca – Anna Łajming, polska pisarka (ur. 1904)
- 15 lipca – Roberto Bolaño, chilijski poeta i prozaik (ur. 1953)
- 16 lipca – Carol Shields, amerykańska powieściopisarka i poetka (ur. 1935)
- 28 sierpnia – Peter Hacks, niemiecki dramaturg, poeta, prozaik i eseista (ur. 1928)
- 5 września – Kir Bułyczow, rosyjski pisarz science fiction (ur. 1934)
- 23 września – Zofia Chądzyńska, polska pisarka i tłumaczka (ur. 1912)
- 25 września – Edward Said, amerykański teoretyk literacki (ur. 1935)
- 1 października – Ante Popowski, macedoński poeta (ur. 1931)
- 18 października – Manuel Vázquez Montalbán, hiszpański pisarz, poeta, eseista i publicysta (ur. 1939)
- 19 października – Gieorgij Władimow, rosyjski prozaik (ur. 1931)
- 26 października – Heinz Piontek, niemiecki pisarz, poeta, krytyk, tłumacz i wydawca (ur. 1925)
- 29 października – Hal Clement, amerykański pisarz s-f (ur. 1922)
- 15 listopada – Muhammad Szukri, marokański pisarz pochodzenia berberyjskiego (ur. 1935)
- 11 grudnia – Ahmadou Kourouma, iworyjski pisarz (ur. 1927)
- 12 grudnia – Fadwa Tukan, palestyńska i jordańska poetka (ur. 1917)
- 23 grudnia – John Newlove, kanadyjski poeta (ur. 1938)
- 24 grudnia – Stanisław Kowalewski, polski prozaik (ur. 1918)
- 30 grudnia – Władimir Bogomołow, radziecki i rosyjski pisarz (ur. 1924)

## Nagrody
- Nagroda Nobla – John Maxwell Coetzee
- Nagroda Goncourtów – Jacques-Pierre Amette, Kochanka Brechta (La Maîtresse de Brecht)
- Bollingen Prize for Poetry – Adrienne Rich
- Nagroda Kościelskich – Dawid Bieńkowski
- Nagroda Nike – Jarosław Marek Rymkiewicz, Zachód słońca w Milanówku